# بديعة الراضي
بديعة الراضي (8 أبريل 1969) صحفية وكاتبة مسرحية وروائية مغربية لها العديد من المشاركات الأدبية بعدة مواقع وصحف عربية.

## دراستها
- الإجازة في اللغة العربية وآدابها.
- شهادة استكمال الدروس (السلك الثالث) تخصص: سرديات.[1]
- دبلوم التكوين في مجال كتابة السيناريو تخصص: تحويل النص الروائي إلى الفيلم التلفزيوني والسينمائي.

## تجاربها المهنية
- مسؤولة عن الصحافة المكتوبة بالمجلس العالمي للصحافة (2011) (مقره بقبرص).[2]
- صحفية بالاتحاد الاشتراكي منذ 2007.[2]
- مسؤولة القسم الثقافي لجريدة السياسة الجديدة (1998-2007).
- منتجة برامج ثقافية بقناة التلفزة المغربية الأولى.
- مراسلة مجلة الغد العربي الصادرة بالقاهرة وقبرص (2000).
- مراسلة مجلة الشعب العربي الصادرة بباريس (1999).
- مديرة مكتب جريدة «شبابيك» الصادرة بمالطا (1997-1998).
- عضو هيئة تحرير مجلة «شؤون ثقافية» (1995-1997).
- عضو هيئة تحرير جريدة المستقل ومسؤولة مكتبها بالرباط (1996-1997).
- عضو هيئة تحرير جريدة أنوال (1992-1996).
- عضو هيئة تحرير نشرتي «الكتاب» و «ربيع المسرح».
- مراسلة مجلة «الوفاق العربي» الصادرة بباريس (2005).
- نشرت مقالات بمجموعة من الجرائد والمجلات العربية.

## نشاطات ومساهمات

### كاتبة روائية
- رواية غرباء المحيط صدرت عن دار مرسم.[2]
- رواية الزنقة 7 قيد النشر.

### كاتبة سيناريو
- «نساء آل الراندي» عن رواية الميلودي شغموم من إخراج شكيب بنعمر.
- «البعيدون» عن رواية «البعيدون» لبهاء الدين الطود.
- «البحث عن سعيد المرزوقي» عن رواية «خطبة الوداع» لعبد الحي مودن.

### كاتبة مسرحية
- «الجلاد» من إخراج عبد المجيد فنيش.
- «رجل من الصحراء» من إخراج عزالدين المهدي (البيضاء/ليبيا).
- «امرأة» من إخراج عبد الله زروق.
- قادم إخراج محمد البلهيسي العمل قدم مسرحيا وإنتاجا تلفزيا للقناة الأولى المغربية 2005.
- «السيد مبم» إخراج عبد المجيد فنيش.
- «حدوثه مغربية» من إخراج محمد بلهيسي وإنتاج التلفزة المغربية (2005).
- «المحاكمة» عن نص للكاتبة العربية ليلى العثمان.
- نص مسرحي بعنوان «شبيهي» ترجم إلى الإنجليزية وحاصل على جائزة أحسن كاتبة بالمتوسط على مستوى النص المسرحي بملتقى الإسكندرية للفرق المسرحية المتوسطية الشابة.
- نص أحفاد عمر بمشاركة أحمد العبيدي إخراج محمد الزيات.
- نص تمزق إخراج مشترك بين عز الدين المهدي ومحمد الزيات.

### انتاجات للتلفزة المغربية
- «الإسلام حضارة» 100 حلقة لمدة ثلاث سنوات (رمضان 2001-2002-2003).
- برنامج «وجوه وقضايا» (2004 إلى 2006).
- إنتاج يوميات للتلفزة المغربية في مناسبات متعددة.

### عضوية هيئات مختلفة
- عضو مراقب بأمانة الأحزاب العربية.
- ممثلة المغرب في ملتقى الأحزاب والتنظيمات السياسية في المغرب العربي.
- الفضاء المغاربي.
- النقابة الوطنية للصحافة المغربية.
- نادي الصحافة بالمغرب.
- منتدى الإعلام للطفل (اليونيسف).
- المركز المسرحي التابع للأمم المتحدة (فرع المغرب).
- عضو المكتب التنفيدي لرابطة كاتبات المغرب" نائبة الرئيسة مكلفة بالعلاقة مع السلطة التشريعية.

### الانتماء الحزبي
- عضو المجلس الوطني لحزب الاتحاد الاشتراكي.[3]
- عضو للكاتبة الوطنية للتنظيم النسائي للاتحاد الاشتراكي للقوات الشعبية.
- مقررة المجلس الوطني.

## وصلات خارجية
- صفحة الفيس بوك الخاصة  على فيسبوك.
- مشروع ويكيبيديا العربية